# Viking (Reifenmarke)
Viking ist ein ehemaliger norwegischer Reifenhersteller und eine Bild- und Wortmarke der Continental AG. Unter dem Markennamen werden Sommer- und Winterreifen für Pkw und Vans produziert. Viking ist ein Bestandteil innerhalb der Mehrmarkenstrategie von Continental.

## Geschichte
Viking wurde 1931 in Askim als Viking Askim A/S gegründet und war das erste norwegische Unternehmen, welches sich der Entwicklung und Produktion von Kautschukprodukten (unter anderem Schuhe und Reifen) widmete.
Im Jahr 1970 entschloss das Management, die Produktion auf Pkw-Reifen umzustellen. In den frühen 1980er Jahren wurde die Marke Viking in Deutschland, den Niederlanden, Österreich, Italien, der Schweiz und den USA eingeführt. Nachdem Viking im Jahre 1985 zu 100 % von dem schwedischen Reifenhersteller Gislaved übernommen worden war, entstand aus dieser Fusion das Unternehmen Nivis Tyre AB im Jahre 1987.
Anfang der 1990er kaufte die Continental AG das Unternehmen Nivis, mit den Marken Viking und Gislaved, auf. 1991 wurde dann das Viking-Werk in Norwegen geschlossen. Nachfolgend wurden die Produkte von Viking für einige Jahre in den Gislaved-Werken gefertigt, bis diese ebenfalls geschlossen wurden.
Norwegen war der erste Markt, welcher die Mehrmarkenstrategie von Continental bei sich etabliert hat. Die vorherigen Importeure in Norwegen wurden ausbezahlt und die Marken Continental, Uniroyal und Semperit in den Markt eingeführt. Die gleiche Veränderung geschah in Schweden einige Zeit später.
Heute werden Viking-Reifen an den europäischen Standorten gefertigt, wo auch Continental-Reifen hergestellt werden. Die Marke ist vollständig in den Continental-Konzern integriert worden.

## Markenname
Der Markenname verweist auf die Wikinger die auch als gute Händler, Entdecker und geschickte Handwerker galten. Der Markenname Viking soll somit die Produkteigenschaften der Reifen assoziativ unterstreichen.
Das Logo zeigt den Viking-Schriftzug neben der Bildmarke „Olav der Wikinger“, der auch an einigen Stellen eines Viking-Reifens auftaucht und der Marke einen Wiedererkennungswert verschaffen soll.
Das Design des Viking-Vs spiegelt die norwegischen Nationalfarben wider und soll die europäische Qualität verdeutlichen.

## Produktpalette
Unter dem Markennamen Viking werden mehrere Pkw-Sommerreifen gehandelt, darunter der Viking ProTech HP (seit 2014) sowie der Viking CityTech II (seit 2012). Zum Sortiment gehören auch der Pkw-Winterreifen Viking SnowTech II (seit 2013), der Van-Sommerreifen Viking TransTech II (seit 2012) und der Van-Winterreifen „Viking SnowTech Van“.